# Nemoraea bipartita
Nemoraea bipartita är en tvåvingeart som beskrevs av Malloch 1935. Nemoraea bipartita ingår i släktet Nemoraea och familjen parasitflugor. Inga underarter finns listade i Catalogue of Life.